# Harriet Exline
Harriet Exline (ur. 1909 w Waszyngtonie, zm. 1968) – amerykańska arachnolog.
Uczęszczała do Kolegium Reedów, a potem na Uniwersytet Waszyngtonu, gdzie otrzymała w 1936 stopień doktora. Otrzymała Stypendium Sterlinga (Sterling Fellowship), dzięki któremu mogła odbyć podoktorskie studia na Uniwersytecie Yale, pod kierunkiem Aleksandra Pietrunkiewicza. W 1938 poślubiła w Ekwadorze paleontologa Dona Frizzella i mieszkali w tym kraju przez 5 lat. Później pracowała jako niezależny badacz pająków na Uniwersytecie Teksańskim w Austin. Następnie przeniosła się na Missouri University of Science and Technology w Rolli, gdzie kontynuowała swoje badania. Następnie została Fellow oraz Research Associate w California Academy of Sciences. 
Jej zbiory zostały po jej śmierci przekazane California Academy of Sciences.
Napisała między innymi:
- Harriet Exline, Herbert W. Levi. American spiders of the genus Argyrodes (Araneae Theridiidae). „Bulletin of The Museum of Comparative Zoology”. 127, s. 73–202, 1962.[2]
- H. K. Wallace, Harriet Exline. Spiders of the genus Pirata in North America, Central America and West Indies. „Journal of Arachnology”. 5, s. 1-112, 1978.[3]